# Joan el Caçador
|  | «Joan I» redirigeix aquí. Vegeu-ne altres significats a «Joan I (desambiguació)». |

Joan el Caçador   (Perpinyà, 27 de desembre de 1350 - Foixà, 19 de maig de 1396) el Descurat o l'Amador de la Gentilesa, anomenat també Joan I d'Aragó fou sobirà de la Corona d'Aragó amb els títols principals de rei d'Aragó, de Mallorca, de València i de Sardenya i Còrsega, i comte de Barcelona, de Rosselló i de Cerdanya (1387-1396); i duc de Girona (1351-1397). Començà a regnar a l'edat de 37 anys, regnà nou anys i morí a l'edat de 46 anys.

## Biografia
Va néixer a la ciutat de Perpinyà el 27 de desembre de 1350. Fou el primer fill de Pere III el Cerimoniós i de la seva esposa, i cosina segona, Elionor de Sicília. El seu naixement va donar solució al problema successori a la corona d'Aragó, el qual s'havia presentat uns anys abans i havia provocat la Guerra de la Unió.

## Aspecte
Físicament Joan I era un home de mala salut, delicat; emmalaltí diverses vegades i al llarg de la seva vida va patir dos atacs greus a causa d'algunes malalties, el primer atac es produí en iniciar el regnat el 1387, el segon va posar fi a la seva vida el 1396.
Fou una persona molt culta. Mentre hi hagué bons ingressos la cort era sempre plena de luxe i refinament. Va tenir una gran predilecció per les belles arts, la música, la literatura i l'astrologia. Per aquesta raó, els historiadors l'han anomenat «l'Amador de la Gentilesa». Així mateix mostrà un enorme interès per l'activitat de la caça, per la qual cosa hom l'ha anomenat «el Caçador». No obstant això, va desatendre gairebé completament el govern dels seus regnes, un fet que li valgué el sobrenom d'«el Descurat» pels seus contemporanis, perquè anteposà el gaudi i el divertiment a la tasca de govern. Tampoc fou un rei especialment bel·licós, sinó pacífic i reposat, molt diferent al caràcter de son pare. De fet, fou un monarca feble i influenciable per les camarilles cortesanes i, després, principalment per la seva segona esposa, Violant de Bar.

## Joventut

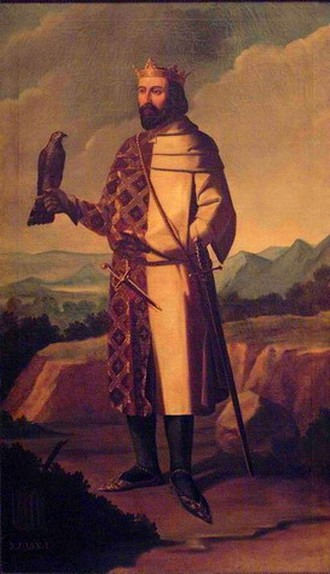
Joan I «l'Amador de la Gentilesa» (1885) de Manuel Aguirre y Monsalbe

El 1351 el seu pare creà per a ell el títol de duc de Girona, per a l'any següent ser nomenat primogènit del regne. El 1363 fou nomenat lloctinent general del regne, i comandà les tropes que van fer front a la invasió de Catalunya que intentà Jaume IV de Mallorca.
S'enemistà amb el seu pare, el rei Pere el Cerimoniós, pel seu nou matrimoni amb Sibil·la de Fortià, pertanyent a la petita noblesa empordanesa. Així mateix el 1385 Joan es negà a lluitar contra el seu cunyat, Joan I d'Empúries, revoltat un any abans.

## Política interior
El 1387, mort el seu pare, feu empresonar la reina Sibil·la, però per les pressions del cardenal Pere de Luna l'alliberà. Aquest mateix any retornà el comtat d'Empúries al seu cunyat Joan I d'Empúries, comtat que li havia sostret el rei Cerimoniós.
Un cop rei, tingué diferències amb el seu sogre, Joan III d'Armanyac, comte d'Armanyac, les tropes del qual, a les ordres de Bernat, germà del comte d'Armanyac, envaïren l'Empordà i arribaren fins a Girona durant la Guerra dels armanyaguesos (1389-90); foren rebutjats per les tropes que comandava l'infant Martí, germà i futur successor seu. Hagué de sufocar una altra rebel·lió dels Arborea a Sardenya.
El seu regnat es caracteritzà pel desordre administratiu i financer: deixà inconcluses les corts de Montsó el 1388, iniciades pel seu pare el 1383. Sembla que descuidà força les qüestions de govern.
El 1391 arribà l'onada antisemita que havia recorregut ja el Regne de Castella, i que es traduí en l'assalt als calls jueus de Girona, Barcelona, València, Perpinyà, Mallorca, Lleida, entre d'altres, amb la mort de molts jueus i la conversió forçada de molts altres. El responsables dels atacs foren condemnats a la pena capital.
Instituí el Consistori de Barcelona, o Jocs Florals, a imitació del de Tolosa, el 1393.

## Política exterior
Dominat per la seva esposa, Violant, Joan I va fer un canvi radical en la política exterior respecte a la del seu pare, el qual sempre havia tingut una mala opinió de la seva nora i que li havia valgut una mala relació amb el seu fill al final de la seva vida; de fet, l'enfrontament dins la família reial va tenir repercussions a la mort de Pere el Cerimoniós, moment en què es decideix perseguir la seva quarta esposa, Sibil·la de Fortià, i executa dos dels seus consellers. En primer terme, va trencar la posició d'indiferència que el Cerimoniós havia mantingut respecte al conflicte del cisma d'Occident prenent partit pel papa d'Avinyó Climent VII. A banda d'aquest moviment, la resta de la política, en termes generals, fou de caràcter francòfil per influència de la seva esposa.
El 1387 s'alià amb el Regne de Castella i el de França, i el 1388 signà un tractat amb el Regne de Navarra. Així mateix es reconcilià amb els Anjou, i prometé la seva filla Violant a Lluís II de Nàpols. El 1390 signà les paus amb Gènova.
Al Regne de Sardenya la revolta de la jutgessa Elionor d'Arborea i el seu marit, Brancaleone Doria, amenaçà la continuïtat catalana a l'illa. El 1392 el príncep Martí havia d'encapçalar una expedició vers l'illa sarda, però fou abandonada davant una greu revolta a l'illa de Sicília, on la jove d'aquest, Maria de Sicília, havia estat instaurada com a reina.

## Matrimonis i descendència
L'emmirallament per les corts europees i, molt especialment per la cort de França, fou una constant abans i després del seu regnat. Això el va portar a cercar els llaços matrimonials amb la dinastia de Valois. S'havia de casar amb la princesa Joana de França (1351-1371), filla de Felip VI de França, però aquesta va morir a Béziers quan anava de camí cap a Barcelona a casar-se.
El març de 1373 es casà per poders i a l'abril a la catedral de Barcelona amb Mata d'Armanyac (morta el 1378), filla del comte d'Armanyac, Joan I, amb la qual tingué:
- Jaume (1374-1374)
- Joana (1375-1407), casada el 1392 amb Mateu I de Foix, comte de Foix.
- Joan (1376-1376)
- Alfons (1377-1377)
- Elionor (1378-1378)

En morir aquesta, es casà a Montpeller el 1380 amb Violant de Bar (morta el 1431), neboda de Carles V de França. Com a regal de noces li va regalar l'aljama de Girona. Amb Violant de Bar va tenir:
- Jaume (1384-1388), nomenat duc de Girona i comte de Cervera el 1387
- Violant (1381-1443), casada el 1400 amb el rei Lluís II de Nàpols
- Ferran (1389-1389), duc de Girona i comte de Cervera
- Antònia (1391-1392)
- Elionor (1393-1393)
- Pere (1394-1394), duc de Girona i comte de Cervera
- Joana (1396-1396)

## Mort i llegat
Joan I morí sobtadament i en estranyes circumstàncies en una cacera a Foixà el 19 de maig de 1396. El seu cadàver fou depositat a la catedral de Barcelona i després dut al Reial Monestir de Santa Maria de Poblet. En no tenir descendència masculina, fou succeït pel seu germà Martí l'Humà, contestat per Mateu I de Foix en virtut del seu matrimoni amb Joana d'Aragó i d'Armanyac, que va defensar amb dues campanyes d'invasió.
Amant de les lletres, fundà l'Acadèmia del Gais Saber a Barcelona. En època de Torres i Amat encara se'n conservaven algunes trobes o poesies a l'Arxiu de la Corona d'Aragó. Torres en cita una Pragmàtica en favor de la Concepció immaculada de la Verge, plena de doctrina i erudició i una Carta (molt preciosa) al Soldà de Babilònia, en llengua catalana, perquè permeti la reparació de les esglésies de la Terra Santa, datada a Barcelona a 18 d'abril de 1395.

## Títols i successors
- A 2 de juliol del 1388: Signum Johannis, Dey gratia regis Aragonum, Valentie, Maioricarum, Sardinie et Corsice, comitisque Barchinone, Rossilionis et Ceritanie. Rex Johannes[14]

- A 25 de novembre del 1394: En Johan, per la gràtia de Déu rey d'Aragó, de València, de Mallorques, de Cerdénya e de Còrcega, e comte de Barcelona, de Rosselló e de Çardànya[15]

| Joan el Caçador (Senyal antich del rey Daragó) (Senyal Reial) (Armes del regne d'Aragó) Casa d'Aragó del llinatge del comte de Barcelona Naixement: Perpinyà 1350 Mort: Foixà 1396 | | |
| Títols | | |
| Precedit per: Pere III "el Cerimoniós" (pare) | Rei d'Aragó (Llista de reis d'Aragó) Rei d'Aragó, Comte de Sobrarb (1387–1396) | Succeït per: Martí I "l'Humà" (germà) |
| Precedit per: Pere III "el Cerimoniós" (pare) | Rei de València (Llista de reis de València) (1387–1396) | Succeït per: Martí I "l'Humà" (germà) |
| Precedit per: Pere III "el Cerimoniós" (pare) | Rei de Mallorca (Llista de reis de Mallorca) (1387–1396) | Succeït per: Martí I "l'Humà" (germà) |
| Precedit per: Pere III "el Cerimoniós" (pare) | Rei de Sardenya i Còrsega (Llista de reis de Sardenya) (1387–1396) | Succeït per: Martí I "l'Humà" (germà) |
| Precedit per: Pere III "el Cerimoniós" (pare) | Comte de Barcelona (Llista de comtes de Barcelona) - Principatus - Comtat de Barcelona, Comtat de Girona, Comtat d'Osona, Comtat de Manresa, Comtat de Berga Comtat de Rosselló, Vallespir Comtat de Conflent, Comtat de Cerdanya (1387–1396) | Succeït per: Martí I "l'Humà" (germà) |
| Títols d'hereu | | |
| — Nova creació: — Apanatge atorgat pel seu pare Pere III "el Cerimoniós" | Duc de Girona (1351-1387) | Succeït per: Infant Jaume d'Aragó (mort prematurament) (1388) Infant Ferran d'Aragó (mort prematurament) (1389) Infant Pere d'Aragó (mort prematurament) (1394) |